# Victoria Palla
Victoria Palla (* 9. Januar 2001 in Mödling) ist eine britisch-österreichische Skirennläuferin.

## Biographie
Palla ist die Tochter eines Briten und einer Österreicherin. Bis zu ihrem 16. Lebensjahr startete sie für Österreich bevor sie zum britischen Skiverband wechselte. Ihr internationales Renndebüt gab sie bereits für Großbritannien startend am 28. Juli 2017 bei einem Rennen der FIS-Entry League in Tiffindell.
Ihr erstes internationales Großereignis bestritt sie 2018 bei den Juniorenweltmeisterschaften in Davos, wobei sie im Slalom mit Rang 27 ihre beste Platzierung erreichte. Zu Saisonabschluss wurde sie britische Vizemeisterin in der Abfahrt und im Slalom, zudem gewann sie Bronze im Riesenslalom.
In den darauffolgenden Jahren startete Palla, abgesehen von internationalen Großereignissen wie Juniorenweltmeisterschaften, hauptsächlich bei FIS-Rennen sowie diversen nationalen Meisterschaften in Europa. 2022 wurde sie hinter Charlie Guest britische Vizemeisterin im Slalom.
Am 10. Januar 2023 gab Palla beim Slalom von Flachau ihr Weltcupdebüt, wobei sie bereits im ersten Durchgang ausschied. Im weiteren Verlauf des Winters nahm Palla erstmals an Alpinen Skiweltmeisterschaften teil. Bei den Wettkämpfen in Courchevel bzw. Méribel belegte sie im Slalom den 36. Platz.
Im Winter 2023/24 nahm Palla am Nor-Am Cup teil, wobei sie die Slalomwertung für sich entscheiden konnte. In der Gesamtwertung belegte sie hinter der Kanadierin Arianne Forget den zweiten Platz.
Bei den Weltmeisterschaften 2025 in Saalbach konnte sich Palla im Slalom für den zweiten Durchgang qualifizieren. Sie belegte schlussendlich den 23. Platz. Zu Ende der Saison wurde sie erstmals britische Meisterin im Riesenslalom.

## Erfolge

### Weltmeisterschaften
- Courchevel/Méribel 2023: 36. Slalom
- Saalbach-Hinterglemm 2025: 23. Slalom

### Juniorenweltmeisterschaften
- Davos 2018: 27. Slalom, DNF Riesenslalom
- Val di Fassa 2019: DNF Riesenslalom, DNF Slalom
- Narvik 2020: 47. Riesenslalom

### Nor-Am Cup
- Saison 2023/24: 1. Slalomwertung, 2. Gesamtwertung
- 7 Podestplätze, davon 3 Siege

| Datum            | Ort         | Land               | Disziplin |
| ---------------- | ----------- | ------------------ | --------- |
| 4. Januar 2024   | Stratton    | Vereinigte Staaten | Slalom    |
| 5. Januar 2024   | Stratton    | Vereinigte Staaten | Slalom    |
| 24. Februar 2024 | Devils Glen | Kanada             | Slalom    |

### Australian New Zealand Cup
- 3 Platzierungen unter den besten 5

### Europäisches Olympisches Winter-Jugendfestival
- Sarajevo 2017: 21. Riesenslalom, DNF Slalom

### Weitere Erfolge
- 6 Siege bei FIS-Rennen
- Britischer Meisterin im Riesenslalom (2025)
- Britische Vizemeisterin in der Abfahrt (2018)
- Britische Vizemeisterin im Slalom (2018, 2022)
- Bronze bei den britischen Meisterschaften im Riesenslalom (2018)